# Supercoppa del Portogallo 2013 (hockey su pista)
La Supercoppa del Portogallo 2013 è stata la 31ª edizione dell'omonima competizione portoghese di hockey su pista. Il torneo ha avuto luogo il 19 ottobre 2013. 
A conquistare il trofeo è stato il Porto al diciannovesimo successo nella sua storia.

## Squadre partecipanti
| Club        | Qualificazione                                          | Partecipazioni precedenti (il grassetto indica la vittoria)                                                                              |
| ----------- | ------------------------------------------------------- | --- |
| Porto       | Detentore della 1ª Divisão e della Coppa del Portogallo | 1983, 1984, 1985, 1986, 1987, 1988, 1989, 1990, 1991, 1996, 1998, 1999, 2000, 2002, 2003, 2004, 2005, 2006, 2007, 2008, 2009, 2010, 2011 |
| Oliveirense | Finalista della Coppa del Portogallo                    | 1987, 1997, 2011, 2012 |

## Risultati
| Squadra 1 | Risultato | Squadra 2   |
| --------- | --------- | ----------- |
| Porto     | 5 - 4     | Oliveirense |

| Coimbra 19 ottobre 2013 | Porto | 5 – 4 | Oliveirense |  |